# Navia (rzeka)
Navia – rzeka na Półwyspie Iberyjskim w Hiszpanii o długości 159 km, mająca źródła w Górach Kantabryjskich (w Galicji), przepływa przez Asturię i uchodzi do Zatoki Biskajskiej.